# Beleg van Roses
Het Beleg van Roses vond tussen 7 november en 5 december 1808 plaats tijdens de Spaanse Onafhankelijkheidsoorlog. Het Franse keizerlijke leger dat onder leiding van Laurent de Gouvion Saint-Cyr stond belegerde de Spaanse vestingplaats Roses, die gesteund werd door de Britse vloot.

## Aanloop
Sinds de Fransen aan de macht waren in Spanje werden enkele belangrijke plaatsen voorzien van Franse legers, waaronder Barcelona. Aan het hoofd van het leger in Barcelona stond Guillaume Philibert Duhesme, maar nadat de Spaanse opstand uitbrak raakte zijn leger algauw geïsoleerd. Er werden enkele pogingen gedaan om uit het isolement te raken, maar na de verliezen bij El Bruc en Gerona werd het er niet beter op. Uiteindelijk gaf Napoleon Honoré Charles Reille opdracht om het garnizoen van Barcelona te versterken.
Met de verse troepen van Reille werd er een nieuwe aanval ondernomen op Gerona, maar ook ditmaal bleken de Spanjaarden te sterk te zijn. In oktober stuurde Napoleon een nieuwe divisie richting Barcelona, ditmaal onder het commando van Laurent de Gouvion Saint-Cyr.

## Beleg
Het leger van Gouvion Saint-Cyr bestond uit 23.000 manschappen. Hij gaf Honoré Reille de opdracht om Roses te belegeren met de helft van zijn legermacht. Het garnizoen van de stad bestond hooguit uit 3.500 soldaten. De verdedigers werden ondersteund door de mariniers en de schepen die onder het commando van Thomas Cochrane stonden. Op 16 november was het eerste kanongeschut te horen dat de plaats belegerde. Tijdens het beleg was er een Spaanse ontzettingsmacht onderweg, maar deze wist de rivier de Fluvià.
De Italiaanse troepen vielen de plaats Roses op 26 november binnen, maar de vesting bleef in Spaanse handen. Door het veroveren van de plaats konden de Fransen een batterij kanonnen in stelling brengen om de Britse schepen te beschieten. Vier dagen later werd er een aanval uitgevoerd op het kasteel, die werd afgeslagen. Opnieuw werd de citadel bestookt en de Spanjaarden gingen in de tegenaanval die geen effect resulteerden. Uiteindelijk legde commandant O'Daly op 5 december zijn wapens neer.

## Nasleep
Na een maand voor de poorten te hebben gelegen van Roses ondernam Gouvion Saint-Cyr de weg naar Barcelona en nam de route die via Gerona zou lopen. Deze route zou resulteren in de Slag bij Cardadeu op 16 december van dat jaar.